# GAC (gimnàstica)
GAC és una modalitat gimnàstica dirigida normalment en un gimnàs. El sistema d'entrenament GAC prové de la unió de tres paraules que defineixen exactament de què es tracta: Glutis, Abdominals i Cames.
Practicar GAC consisteix a realitzar un conjunt d'exercicis dedicats a enfortir i a tonificar aquestes tres zones del cos que moltes vegades són les més afectades per la vida sedentària. L'acumulació de greixos en aquestes zones sol ser freqüent, sobretot en les dones, i els problemes derivats de la seva falta d'entrenament són la flàccides de la pell, la mala circulació i la manca de to.
Per combatre aquests problemes sorgeixen els exercicis GAC. Una manera de treballar tota la part inferior del cos (de cintura cap avall). Després de la pràctica d'aquest exercici físic s'ha comprovat que es donen uns resultats molt positius per les persones que el practiquen.
Les classes solen ser en grups nombrosos i solen combinar-se o utilitzar un complement d'una altra activitat de caràcter cardiovascular com l'aeròbic o l'step.
Els exercicis són molt focalitzats i es treballen músculs que no solem exercitar massa durant la nostra vida diària. Després d'un mes realitzant un mínim de dues sessions per setmana, està comprovat que els resultats es poden notar positivament. Amb la seva pràctica s'aconsegueix definir el gluti, enfortir les cames i reduir cintura per lluir un ventre més pla.

## Història
No es coneix amb seguretat l'any exacte en el qual van començar a donar-se aquestes classes dirigides en els gimnasos, però sí que sabem quin va ser el seu origen.
Ens situem als anys 80, quan es va començar a fomentar i a posar-se de moda les sessions col·lectives en sales i gimnasos. La classe conjunta va ser l'origen d'aquesta activitat, com moltes altres, i és per això que una de les seves principals característiques és ser una classe nombrosa. Es considera que a partir de l'aeròbic es van anar creant nous estils amb el fi de realitzar activitat física, però amb exercicis o objectius diferents. L'aeròbic ha derivat a un seguit molt ampli de classes, com ara bodystyling, zumba, slide, hidrogimnastica, step, GAC, entre d'altres. El GAC en concret és una barreja de step i aeròbic, a més d'elements nous i únics d'aquesta classe.
Inicialment l'step era només un seguit d'exercicis individuals, però amb el temps va convertir-se en un entrenament aeròbic complet.
De la mateixa manera que cal destacar la figura de Cooper com a pioner de l'entrenament aeròbic, a l'step el seu naixement i expansió es deu a una dona anomenada Gin Miller.
Miller s'havia lesionat un genoll fent gimnàstica aeròbica. Va ser per això que va haver de realitzar un programa de rehabilitació que incloïa l'exercici de pujar i baixar de diferents maneres d'uns graons. En tres anys de pràctica va trobar 250 formes de pujar i baixar.
A partir d'aquest moment el seu interès per aquest tipus d'exercicis va ser cada vegada més gran fins a arribar a convertir-se en la força creativa de l'step. Miller va trobar en aquest exercici de rehabilitació la possibilitat de fer una gimnàstica nova. El 1986 va presentar la idea a la firma de roba esportiva Reebok, per tal de vendre-la. La companyia la va comprar i des de llavors l'step es va fer famós.
Anys més tard, quan l'step ja es practicava a molts centres, es van anar creant altres versions. Una de les versions amb més èxit ha estat GAC, que a més de combinar l'step i l'aeròbic, també es realitzen exercicis per tonificar parts concretes.

## Estructura d'una classe
Una sessió de GAC sol estructurar-se amb el mateix esquema que les altres activitats de Fitness practicades als gimnasos. Després d'un escalfament previ destinat a activar i a preparar el nostre cos per a l'exercici, es realitzen un conjunt d'exercicis localitzats destinats a tonificar glutis, cames i abdominals.
Per reduir volum i tonificar aquestes tres zones, les classes més efectives són les que combinen treball cardiovascular global amb exercicis localitzats. Aquestes sessions requereixen un nivell d'esforç mitjà i solen durar aproximadament entre 45 i 55 minuts. L'estructura de la classe està dividida en diferents fases:

### Escalfament
És la primera fase de la classe. Es basa a realitzar activitat lleugera per preparar les principals parts del cos. Aquest part, a més de tota la sessió, es realitza al ritme de la música durant aproximadament 10 minuts abans de començar a treballar el cos.

### Treball cardiovascular
És la segona part de la sessió, i requereix força potència. En aquesta part es fa un treball aeròbic intens durant 15 minuts (sense cap pausa). Aquesta fase es sol treballar a base de sèries d'exercicis generals.

### Exercicis localitzats
És la tercera part de l'activitat. En aquesta, se solen treballar cames, glutis i abdominals seguint aquest mateix ordre. S'alternen diferents exercicis per tonificar cada una de les zones que es volen treballar i així arribar a endurir-les. Aquesta fase sol durar entre 20 i 25 minuts i es donen dues pauses al llarg d'aquest temps. Al llarg de tota aquesta seqüència del procés es donen repeticions dels mateixos exercicis i la intensitat augmenta per poder obtenir resultats.

### Estiraments
Aquesta fase final és bàsica i essencial en acabar qualsevol activitat física. Els últims 5 minuts tenen l'objectiu d'estirar les zones musculars que s'han treballat. La música deixa de ser animada i passa a ser una estona relaxant i tranquil·la.

## Beneficis
- Tonificació completa: Es tonifiquen i enforteixen els glutis, les cames i els abdominals.
- Silueta equilibrada: La figura s'embelleix i es defineix.
- Millora de l'actitud postural. En l'execució dels exercicis es va prenent consciència de l'actitud postural correcta i això es transfereix a la vida quotidiana. La seva pràctica corregeix desviacions de columna i millora la postura.
- Augment de força i resistència muscular: Els exercicis focalitzats permeten millorar notablement la força en glutis, adductores, abductors, quàdriceps, isquiotibials i bessons.
- Evita i prevé la incontinència urinària.
- Millora la qualitat de vida dels practicants: L'activació de músculs, lligaments i articulacions dona una major estabilitat als moviments, i es redueix així el risc de lesions.
- Augmenta la densitat òssia: Els exercicis de les classes provoquen un augment del contingut mineral dels ossos, fent-los així més resistents a les fractures.
- Augmenta la capacitat respiratòria: Augmenta la capacitat del cos per a aprofitar l'oxigen i es pren consciència de la importància de la inspiració i l'expiració.
- Millora de l'estat d'ànim: Redueix el risc de depressió, estrès i ansietat.
- Millora del cor: Treballa amb més eficiència i es fa més fort.

## Materials
- Barres de discos de 1 kg. o 2 kg.
- Bandes elàstiques de 1/2 kg, 1 kg. o 2 kg.
- Turmelleres de 1/2 kg, 1 kg. o 2 kg. (banda porta-pes al turmell).
- Canelleres de 1/2 kg, 1 kg. o 2 kg. (banda porta-pes al canell).
- Estora.
- Step.
- Ampolla d'aigua.
- Gomes elàstiques.

## Parts treballades

### Glutis
És el grup muscular més gran del cos humà.
Aquest grup muscular està format pel gluti gran, el mitjà i el petit. Tots junts conformen la natja.
Els glutis contribueixen a la bona postura, a reduir tensions a la columna lumbar i al genolls així com millorar el rendiment esportiu.
Des del punt de vista mecànic, aquest grup té una contribució cabdal a la propulsió, quan caminem, correm o saltem sobretot en acceleracions o frenades i en mantenir una postura vertical, mentre estem fent aquestes accions.
És molt important tant en desplaçaments frontals com en els desplaçaments laterals controlar l'abducció dels glutis.
En els darrers anys, els glutis han guanyat força notorietat en el món del fitnes.

#### Exercicis de glutis
Fins fa pocs anys l'entrenament de glutis anava encaminat a millorar la funció amb exercicis típics d'abducció i d'extensió del maluc que encara avui estan en ús i són vàlids. En l'entrenament amb accions de frenada ha de tenir-se en compte que en l'esport, és molt important mantenir el maluc vertical i pensar més en l'acció del maluc sobre el fèmur, que no pas l'acció del fèmur sobre el maluc.
Per tant, tots aquells exercicis que ja feia Jane Fonda des de terra per a treballar els glutis, i que avui en dia es fan en Centres de fitnes, encara serveixen, però han d'anar acompanyats d'un altre tipus d'exercicis com esquats, fons i altres exercicis amb direccions vertical fent ús de la frenada i el canvi de posició.

### Abdominal
L'abdominal és allò pertanyent o relatiu a l'abdomen.

#### Exercicis abdominals
Els exercicis abdominals són rutines d'activitats físiques que es realitzen amb l'objectiu de tonificar els músculs de la zona. Abans de la tonificació, cal eliminar el greix que recobreix aquests músculs, a través de l'exercici aeròbic i d'una alimentació saludable.
Hi ha diferents classes d'exercicis, segons quins músculs es desitgi tonificar. En el GAC es busca exercitar les tres parts bàsiques; els abdominals inferiors, els abdominals oblics i els abdominals superiors.

##### Exercicis abdominals perillosos
Hi ha una sèrie d'exercicis abdominals que impliquen un risc per al cos, perquè no es basen en la forma natural de l'abdomen. Es tracta de perilloses combinacions de moviments que resulten en esforços antinaturals i que, com és d'esperar, no donen els resultats esperats. A més, l'abdomen no és l'única zona afectada, perquè en el procés també es veuen implicats el coll i l'esquena.
L'exercici abdominal més comú consisteix a recolzar-se i posar les cames en una posició fixa, prendre el cap amb les mans i elevar el tronc fins que els genolls toquin el pit. En general, s'indica repetir aquest últim moviment deu vegades o més i fer un petit descans, per recomençar i d'aquesta manera realitzar tantes sessions com sigui possible. No obstant això, aquesta sèrie de passos tan comuns a moltes persones, conté certs errors que poden repercutir en lesions de relativa gravetat.
Per evitar cap mena de lesió al fer aquest exercici cal tenir present una sèrie de recomanacions.
En primer lloc les cames han de romandre fixes. Quan es treballa amb un acompanyant, aquest sosté els peus de l'altre per evitar que s'aixequin. Si es treballa individualment, es busca la manera d'immobilitzar-les amb algun moble o màquina especial per a aquest fi.
El fet que se li doni tanta importància a la posició de les cames és per una qüestió que precaució. Si aquestes estan mal recolzades a la superfície, els malucs es poden veure afectats, perquè bloqueja la seva rotació al moment d'elevar el tronc.
Finalment tenim el coll; les mans han d'acompanyar el cap durant la flexió, i de cap manera s'ha d'exercir força sobre el clatell. Això últim és el que comunament fan els principiants, especialment quan la fatiga els impedeix continuar però es neguen a descansar. Exercir una força innecessària sobre la columna vertebral representa un gran perill, per la qual cosa es recomana ubicar les mans als costats de les orelles.

### Cames
Les cames són les dues extremitats inferiors del cos humà, i estan compreses entre el peu i el genoll.
Els músculs de la cama que es tonifiquen en el GAC són principalment els quàdriceps, els abductors i els bessons, però els quàdriceps són els que més es treballen.

#### Exercicis de cames
Aquests exercicis són els que més es practiquen en el GAC. Els exercicis localitzats de cames es realitzen durant aproximadament 20 minuts.
Les cames es tonifiquen fonamentalment amb exercicis de força, ja sigui aixecaments de peses o en màquines de musculació.
El múscul s'endureix quan treballa a gran intensitat, i l'única forma de fer-ho és amb càrregues i pesos que s'oposin al moviment.
Per tant, s'han de realitzar una sèrie d'exercicis que impliquin flexió de cames, moviment constant, força i intensitat. Els accessoris que estimulen el múscul gairebé fins a esgotar-lo s'usen molt sovint a les classes de GAC. D'aquesta manera en la recuperació, el múscul s'adapta, augmentant el gruix i la tensió de la fibra muscular. Això també permet que posteriorment, al suportar una nova càrrega amb les cames el cos tingui més recursos i resistència.

## Exercicis localitzats
A les classes de GAC els exercicis normalment varien a cada nova sessió. Tot i això, la base de la majoria dels exercicis són els mateixos, però amb petites variacions de moviments o posicions del cos. És per això que les classes són tant variades, perquè per treballar una mateixa zona podem fer molts exercicis diferents. Això també provoca més diversió i requereix més atenció per poder seguir el ritme.
A continuació hi ha els exercicis més comuns que es plantegen a les classes de GAC.

### Tonificació de glutis
Per poder tonificar aquesta zona els exercicis més útils són els següents.

1. "Squats" (Sentadilles)
Aquest és un dels exercicis més efectius que s'ha inventat per treballar els glutis i les cames. Es tracta de posar-se dret amb les cames separades a l'alçada de les espatlles. Flexionar els genolls sense inclinar el tronc cap endavant, fins que les teves cames formin un angle recte. Tornar a la posició inicial i repetir el moviment.
Aquest exercici es pot realitzar amb l'ajut d'una paret per apoiar l'esquena (com veiem al dibuix) o simplement sense paret.
Per poder obtenir millors resultats podem afegir pesos a les cames o als barços, i d'aquesta manera augmentar i preparar el cos per guanyar més força i resistència.
2. Elevació de maluc
Tombar-se a terra amb les cames flexionades i les plantes dels peus completament recolzades a terra. Aixecar el maluc del sòl fins que el teu cos quedi alineat. Amb aquest exercici no només es treballen els glutis, sinó que també ho fan les cames. Per poder-ne treure un major profit es recomana elevar el maluc el màxim possible i mantenir aquesta posició durant mig minut. Per a gent amb una pràctica regular també es treballa aquest exercici elevant una de les cames cap al cel per poder enfortir no només glutis, sinó que també el múscul que tenim a la part posterior de la cama; els isquiotibials.
Al fer aquest exercici cal tenir present que tota la planta del peu ha d'estar en contacte amb el terra.
Aquest exercici també es coneix amb el nom de pont i això es deu a la forma del nostre cos al realitzar-lo.

### Tonificació d'abdominals
Per poder enfortir aquesta zona els exercicis més útils són els següents.
1. La Taula
Tombar-se cap per avall i subjectar el pes del teu cos sobre els teus avantbraços i la punta dels peus. El cos ha d'estar separat del sòl i rígid com una taula. És necessari mantenir aquesta posició tot el temps, i no doblegar l'esquena per evitar lesions.
2. Elevació de maluc amb les cames aixecades
Tombar-se a terra amb l'esquena recolzada al sòl i les cames aixecades cap amunt formant un angle recte amb el cos. S'enlaira la zona lumbar del sòl mantenint les cames el més verticalment possible. Així es treballa els abdominals d'una forma ràpida i simple.
3. Elevació esquena
Estirar-se a terra amb les cames doblegades, la planta del peu tocant a terra i les mans darrere de la nuca. Aixecar el tronc fins a una certa distància del terra i tornar a baixar. Aquest és l'exercici abdominal més comú, però hi podem incorporar variacions; tocar amb els colzes el genoll de la cama oposada mentre fem l'abdominal, o mantenir el tronc elevat mentre les cames estan també elevades, entre altres exemples.
Perquè tots aquests exercicis siguin útils i siguin profitosos per al nostre cos és necessari fer diverses repeticions de cada moviment un mínim de dues vegades per setmana. Cada exercici es realitza durant 1 o 2 minuts depenent de la seva dificultat i esforç requerit.

### Tonificació de cames
Per poder enfortir i treballar les cames els exercicis més comuns són els següents:
1. Flexió de cames amb una cama avançada
Posar-se dret amb les cames juntes i sostenir una pesa a cada mà. A continuació fer un pas cap endavant amb la cama dreta i mantenir aquesta posició. Flexionar les cames fins que el genoll de la cama esquerra toqui pràcticament a terra. Tornar a la posició inicial i repetir el moviment. Per poder obtenir millors resultats es recomana fer la passa el més gran possible i aguantar el màxim temps flexionant. Primer es fa l'exercici amb la cama dreta i després amb l'esquerra.
2. Extensió de cama cap enrere
Posar-se a quatre potes, flexionar la cama dreta cap al pit i estirar-la cap enrere de manera controlada fins que quedi en posició horitzontal. Es recomana no encorbar l'esquena durant l'exercici per evitar lesions. Com més lluny s'estira la cama més productiu és l'exercici. Primer es fa l'exercici amb la cama dreta i després amb l'esquerra.
3. "Langes" (Gambades frontals)
Col·locar-se de peu, amb les cames separades a l'alçada de les espatlles. Fer un pas endavant amb la cama dreta i en aquesta posició flexionar els genolls fins a gairebé tocar amb el genoll esquerre a terra. Després tornar a la posició inicial i repetir l'exercici alternant les cames. Aquest exercici també es pot fer saltant per enfortir encara més la zona desitjada.
4. Elevació de cames
Tombar-se d'esquena a terra i estirar les dues cames. Aixecar la cama dreta fins una mica abans d'arribar a una posició vertical. Quan la cama dreta estigui baixant la cama esquerra puja, i així contínuament. Cal tenir present que les nostres cames no poden arribar a tocar el terra. Al realitzar aquest exercici no només es tonifiquen les cames, sinó que també es treballen els abdominals.

## Normativa i recomanacions
ÉS OBLIGATORI:
- Seguir les indicacions del personal tècnic.
- Assistir a les sessions amb calçat adequat, que no vingui del carrer i amb roba esportiva.
- Portar aigua en recipients hermètics i que no es puguin trencar.
- Portar i utilitzar una tovallola de mans per posar sobre les estores i eixugar-se la suor durant la classe.
- Comunicar a l'entrenador qualsevol tipus de lesió, de dolor o de malaltia.

NO ES PERMET:
- Incorporar-se a aquesta activitat dirigida més tard del seu inici.
- Entrar amb banyador i/o xancletes, amb roba o amb calçat que vingui del carrer.
- Entrar amb bosses o amb objectes de vidre.
- Deixar objectes personals a la sala. Cal guardar al vestuari la roba o bosses que es portin.

ES RECOMANA:
- Passar abans una revisió medicoesportiva per tal de descartar qualsevol risc de lesió o de malaltia.
- No venir en dejú i/o fer un àpat lleuger abans de l'activitat.
- Hidratar-se durant tota la sessió per compensar l'exercici físic realitzat.
- Preguntar a l'instructor qualsevol dubte per a realitzar els exercicis correctament i evitar el risc de lesions.
- No forçar el cos en les primeres sessions. Cal donar temps per adaptar-se als exercicis. La millora és progressiva i aporta resultats.
- Realitza els exercicis un mínim de dos cops per setmana per aconseguir resultats.
- Combinar els exercicis amb activitat cardiovascular per incrementar volum en les zones desitjades.
- No sortir de la sala abans de donar per acabada la sessió. El treball d'estiraments és tan important com les altres parts de la sessió.